# Media komercyjne
Media komercyjne – rodzaj mediów, które głównie zarabiają na reklamach, ale mogą także pozyskiwać dochody z innych źródeł, takich jak subskrypcje czy sprzedaż treści. Media komercyjne nie są opłacane przez państwo, lecz działają na zasadach rynkowych, podobnie jak inne firmy. Do takich mediów zalicza się telewizję, radio, internet oraz gazety, które finansują swoją działalność poprzez sprzedaż przestrzeni reklamowej firmom. Media komercyjne mają różne cele, w tym informowanie, dostarczanie rozrywki, reklamowanie produktów oraz wpływanie na opinie społeczne.

## Historia mediów komercyjnych
Media komercyjne zaczęły rozwijać się w XIX wieku. W tym czasie gazety zaczęły sprzedawać przestrzeń reklamową firmom, co pozwalało obniżyć ceny gazet, sprawiając, że stawały się one dostępniejsze dla większej liczby czytelników. To wprowadzenie reklam stało się jednym z głównych źródeł finansowania mediów. Wraz z wynalezieniem radia i telewizji w XX wieku media zaczęły czerpać dochody z reklam emitowanych podczas audycji i programów, co znacząco wpłynęło na model finansowy tej branży.
W XX wieku w Stanach Zjednoczonych powstały pierwsze duże korporacje medialne, takie jak CBS, NBC, a później także inne kanały i sieci telewizyjne, które opierały swoją działalność głównie na dochodach z reklam. W Europie rozwój mediów komercyjnych przebiegał wolniej, ale z biegiem lat stawał się coraz bardziej znaczący, szczególnie po II wojnie światowej.

## Funkcje mediów komercyjnych
Media komercyjne pełnią kilka głównych funkcji:
- Informowanie – media komercyjne przekazują informacje o wydarzeniach krajowych i międzynarodowych. Dzięki nim odbiorcy mają dostęp do aktualnych wiadomości, zarówno lokalnych, jak i globalnych.
- Reklamowanie – media te prezentują reklamy, które pomagają firmom promować ich produkty i usługi. Reklama stanowi główną część dochodów mediów komercyjnych i pozwala im utrzymać swoją działalność.
- Rozrywka – media komercyjne oferują szeroki wachlarz treści rozrywkowych, takich jak filmy, seriale, muzyka, a także różnorodne programy telewizyjne i internetowe. Mają na celu zapewnienie widzom relaksu i rozrywki, co przyciąga dużą liczbę odbiorców.

- Łączenie ludzi – media komercyjne pomagają w budowaniu więzi społecznych, umożliwiając poznanie opinii innych osób oraz śledzenie bieżących tematów i trendów. Dzięki nim ludzie mogą wymieniać się poglądami i brać udział w ogólnych dyskusjach na ważne tematy społeczne.

## Przykłady mediów komercyjnych

### W USA
W Stanach Zjednoczonych media komercyjne są kluczowym elementem rynku mediowego. Przykłady takich mediów to CNN, Fox News czy NBC. Wszystkie te media generują dochody głównie z reklam, a także oferują dodatkowe treści w internecie, za które użytkownicy płacą.

### W Europie
W Europie media różnią się w zależności od kraju, a ich popularność zależy od lokalnych uwarunkowań. Przykłady mediów komercyjnych w Europie to brytyjskie ITV, niemieckie RTL oraz francuskie TF1.

### W Polsce
W Polsce media komercyjne zaczęły rozwijać się po 1989 roku, kiedy zmienił się system polityczny i media zaczęły działać na zasadach rynkowych. Do największych mediów komercyjnych należą TVN i Polsat. Oprócz telewizji, ważną rolę w Polsce odgrywają portale internetowe, takie jak Onet, Wirtualna Polska czy Interia. Media te odgrywają istotną rolę na polskim rynku mediowym.

## Kontrowersje związane z mediami komercyjnymi
Media komercyjne są często przedmiotem analiz i debat publicznych dotyczących ich wpływu na społeczeństwo. Krytycy wskazują na kilka kwestii:
- Skupienie na reklamach – skupienie na maksymalizacji zysków może prowadzić do kompromisów w jakości treści. W dążeniu do zwiększenia przychodów z reklam mogą zrezygnować z jakościowych materiałów na rzecz bardziej komercyjnych treści.
- Prezentowanie sensacyjnych wiadomości – w celu przyciągnięcia większej liczby widzów, media komercyjne często prezentują sensacyjne informacje, które mogą nie zawsze odzwierciedlać rzeczywistość. Często dominują tematy, które wzbudzają emocje, ale mogą być też powierzchowne.
- Manipulowanie informacjami – Niektóre analizy medialne wskazują na możliwość wpływu interesów zewnętrznych na treści publikowane przez media komercyjne[8]. Przykłady takich przypadków były szeroko dyskutowane w literaturze medialnej. Tego typu praktyki mogą podważać zaufanie do wiarygodności mediów.

## Rola mediów komercyjnych w społeczeństwie
Mimo pewnych kontrowersji, media komercyjne odgrywają istotną rolę w społeczeństwie. Dzięki nim jest dostęp do informacji, rozrywki oraz reklam. Media te umożliwiają firmom rozwój, a odbiorcom szeroki wybór treści do konsumpcji. Współczesny rynek mediowy jest w dużej mierze oparty na działalności mediów komercyjnych, które łączą aspekty informacyjne, reklamowe i rozrywkowe, oferując różnorodne treści dla odbiorców.